# 아메리칸 스나이퍼
《아메리칸 스나이퍼》(영어: American Sniper)는 2014년 공개된 미국의 전기 전쟁 드라마 영화이다. 클린트 이스트우드가 감독하고 제이슨 홀이 각본을 썼다. 스콧 맥퀸과 짐 디펠리스가 함께 쓴 크리스 카일의 회고록 American Sniper: The Autobiography of the Most Lethal Sniper in U.S. Military History(2012)을 기반으로 한다. 이 영화는 미군 역사상 극도의 명사수가 된 카일의 생애를 따라간다. 카일은 이라크 전쟁에서 네 번 참전해서 255명을 살해했으며, 그 중 160명을 공식적으로 살해했다. 카일은 군인으로서의 성공으로 축하를 받았지만, 그의 의무 여행은 개인과 가족 생활에 큰 타격을 주었다. 이 영화는 이스트우드, 로버트 로렌즈, 앤드루 라자, 브래들리 쿠퍼와 피터 모건이 제작에 참여했다. 주인공 카일 역할에는 쿠퍼가, 그의 아내 타야 역할에는 시에나 밀러, 이외에 조연 역할에는 루크 그라임스, 제이크 맥도먼, 코리 하드릭트, 케빈 라크즈, 네이비드 네가반과 키어 오도넬이 출연한다.
이 영화는 2014년 11월 11일 미국 영화 연구소(AFI 영화제)에서 초연 되었으며, 2014년 12월 25일 미국의 극장에서 제한적으로 개봉되어 2015년 1월 16일에 전면 개봉되었다. 영화는 전 세계적으로 5억 4천 7백만 달러의 매출을 기록하면서 큰 성공을 거두었으며, 인플레이션에 맞춰 조정되지 않은 가장 높은 총 수익을 올리는 전쟁 영화이자 지금까지 이스트우드의 작품 중에서 가장 높은 매출을 올린 영화인 동시에 미국에서 2014년에 가장 높은 수익을 올린 영화가 되었다. 이 영화는 비평가들의 찬사를 받았으며, 쿠퍼의 연기적 성과와 이스트우드 감독의 연출에 대한 찬사가 대부분이었지만 이라크 전쟁과 크리스 카일의 묘사에 대한 논란이 있었다. 제87회 미국 아카데미상에서 최우수 작품상, 각색상, 남우주연상(쿠퍼)을 포함한 6개 부문에 후보 지명되었고, 최우수 음향편집상을 수상하였다.

## 시놉시스
그는 군인이며 가장이었고 남편이자 아버지였지만 전쟁이 그의 모든 것을 바꿔놓았다...녹색 얼굴의 악마들, 전쟁의 종결자 네이비 실 사이에서도 전설이라 불렸던 남자 ‘크리스 카일’(브래들리 쿠퍼). 총알이 난무하는 전쟁터에서도 군인들이 적을 소탕할 수 있었던 것은 최고의 스나이퍼가 자신들을 지켜줄 것이라는 믿음 때문이었다. 그러나 신은 그에게 관용을 허락하지 않았다. 단 4일간의 허니문, 첫 아이가 태어나는 순간에도 전쟁터를 떠나지 못한다. 더 이상 자신이 사랑했던 남자가 아닌 것 같다는 아내의 눈물에도 그는 조국을 지키기 위해, 한 명의 전우를 더 살리기 위해 적에게 총구를 겨누는데…

## 출연
- 브래들리 쿠퍼 - 크리스 카일 역[9]
  - 콜 코니스 - 어린 크리스 카일
- 시에나 밀러 - 타야 카일 역[10]
- 루크 그라임스 - 마크 리 역[11]
- 제이크 맥도먼 - 라이언 "비글스" 잡 역[12]
- 코리 하드릭트 - "D" / 댄드리지 역[13]
- 케빈 라크즈 - 도버 역[14]
- 네이비드 네가반 - 셰이크 알-오보디 역[15]
- 키어 오도넬 - 제프 카일 역
- 카일 갤너 - 고트 윈스턴 역[16]
- 샘 재거 - 마르틴스 대령 역[17]
- 새미 쉐익 - 무스타파 역, 부분적으로 이라크 저격수 주바에 기반으로 한 캐릭터[18]
- 미도 하마다 - "더 The 뷰처" 역, 아부 다라에 기반으로 한 캐릭터[19]
- 에릭 클로즈 - DIA 요원 스니드 역[15]
- 에릭 라딘 - 스퀴럴 역[15]
- 벤 리드 - 웨인 카일 역
- 브라이언 할리세이 - 길레스피 대령 역
- 엘리스 로버슨 - 데비 카일 역
- 마넷 패터슨 - 사라 역
- 레오나드 로버츠 - 강사 롤 역
- 루크 선샤인 - 어린 제프 카일
- 맥스 찰스  - 콜든 카일 역
- 트로이 빈센트 - 목사 역

## 제작

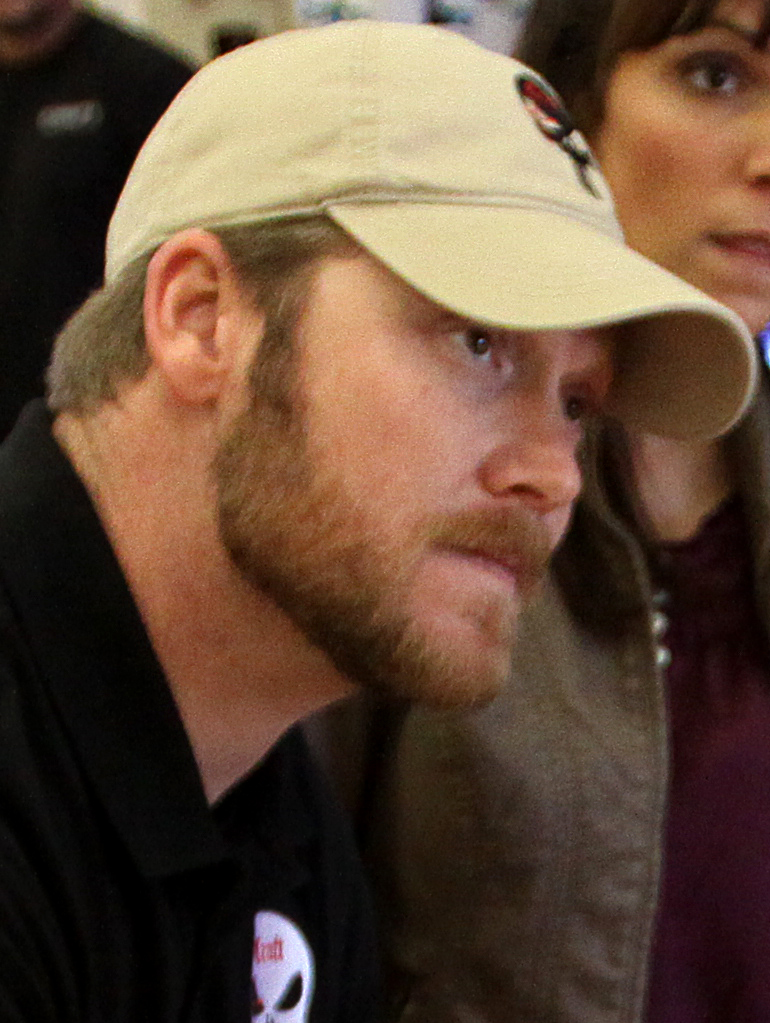
2012년 크리스 카일

2012년 5월 24일에 워너브라더스가 브래들리 쿠퍼가 제작하고 영화 각색에 대한 권리를 획득했다고 발표 되었다. 쿠퍼는 당초 크리스 카일을 연기할 배우로 크리스 프랫을 생각했지만 워너브라더스는 쿠퍼가 확정하기만 하면 그것을 사기로 동의했다. 2012년 9월 데이비드 O. 러셀은 이 영화의 연출에 관심이 있다고 말했다. 2013년 2월 2일 크리스 카일이 같은 이라크 전쟁에 참전했던 저격수 에디 루스의 총격을 받아 사망했다. 2013년 5월 2일에 스티븐 스필버그가 감독할 것이라고 발표되었다. 스필버그는 카일의 책을 읽었는데, 더 심리적인 충돌이 시나리오에 존재하기를 원했기 때문에 "적 저격병" 캐릭터가 카일을 추적하고 죽이려는 반란군의 조종사 역할을 할 수 있었다. 스필버그의 아이디어는 160 페이지에 달하는 긴 시나리오의 개발에 기여했다. 워너브라더스의 예산 제약으로 인해 스필버그는 자신의 이야기에 대한 자신의 비전을 스크린으로 가져올 수 없다고 느꼈다. 2013년 8월 5일 스필버그는 연출에서 하차했다. 2013년 8월 21일에 클린트 이스트우드가 대신 이 영화를 감독한다고 보도 되었다.

### 캐스팅
2014년 3월 14일, 시에나 밀러가 캐스트에 합류하였다. 2014년 3월 16일, 카일 갤너가, 2014년 3월 18일에는 코리 하드릭트가 캐스트에 합류하였다. 2014년 3월 20일, 네이비드 네가반, 에릭 클로즈, 에릭 라딘, 레이 가예고스와 제이크 맥도먼, 2014년 3월 25일에 루크 그라임스와 샘 재거도 캐스트에 합류하였다.
전 해군 실장이었던 케빈 라크즈도 캐스팅 되어 기술 고문으로 합류했다. 또 다른 전 네이비실 조엘 램버트도 이 영화에 참여하여 델타 저격수를 연기했다. 6월 3일 카일의 아들 콜튼 카일을 연기하는 캐스팅에 맥스 찰스가 추가되었다.

### 촬영
본 촬영은 2014년 3월 31일, 로스앤젤레스에서 시작되었고, 또한 모로코에서 촬영 되었다. 4월 23일, 〈로스앤젤레스 타임즈〉는 아프간 마을에 10일간의 촬영이 산타클라리타 지역의 블루 클라우드 영화 목장에서 시작될 것이라고 발표했다. 5월 7일, 엘 센트로 주변에서 영화 촬영이 발견되었다. 우유 공장이 버려진 데이트 공장으로 사용되어 저항 세력이 영화의 클라이맥스에서 모든 방향으로 접근했다. 이후에 5월 14일에, 쿠퍼는 캘리포니아주의 컬버시티에서 몇몇 장면을 촬영하는 것이 목격 되었고, 그리고 나서 그는 5월 16일 로스앤젤레스에서 다시 장면을 촬영했다. 5월 30일, 쿠퍼와 밀러는 역할의 결혼식 장면을 촬영하는 동안 발견되었다. 그들은 마리나 델 레이에서 요트를 타고 촬영했다. 6월 3일, 쿠퍼는 로스앤젤레스 사격장에서 일부 장면을 촬영하는 동안 목표로 네이비실 마크맨의 제복을 입고 발견되었다. 부두와 바 장면은 캘리포니아의 실 비치에서 촬영되었다.
촬영 감독 톰 스턴은 Arri Alexa XT 디지털 카메라와 Panavision C, E 및 G 시리즈 아나모픽 렌즈로 필름을 촬영했다. 이 영화는 이스트우드가 《저지 보이즈》 다음으로 디지털로 촬영 한 두 번째 작품이다.

### 음악
이 영화에는 "음악에 대한" 크레딧이 없다. 《미스틱 리버》(2003) 이후 대부분의 영화에 음악을 작곡한 클린트 이스트우드는 "Taya's Theme" 작곡가로 꼽힌다. 조셉 S. 드 비시는 추가 음악 작곡가와 음악 편집자로 선정되었다. 이 영화에서 또한 결혼 장면에서 등장하는 밴 모리슨의 노래 "Someone Like You"와 엔니오 모리코네의 "The Funeral"이 수록되어 있다.

## 평가

### 박스 오피스
아메리칸 스나이퍼는 북미 지역에서 3억 5100만 달러를 벌어 들였고 다른 지역에서는 2억 7700만 달러를 벌어 5800만 달러의 제작비에 비해서 전 세계에서 총 5억 8700만 달러를 벌어 들였다.
모든 비용과 수익을 계산할 때, 〈데드라인 할리우드〉이 영화가 2억 4,300만 달러의 수익을 올린 것으로 추정하여 파라마운트의 《트랜스포머: 사라진 시대》에 이어 2014년에 이어 두 번째로 수익성 있는 영화로 평가했다. 전 세계적으로, 그것은 전 시간 중 가장 높은 총 수익을 올리는 전쟁 영화로 (《라이언 일병 구하기》의 기록을 넘어선) 현재까지 이스트우드의 최고 수익률 영화이다. 또한 총 5억 달러를 돌파한 영화 중 R 등급의 일곱 번째 영화이다.

### Top 10 목록
아메리칸 스나이퍼는 많은 비평가들의 Top 10 목록에 올라 있다.
- 1위 – Kyle Smith, 뉴욕 포스트
- 3위 – Ty Burr, 보스턴 글로브
- 6위– Richard Brody, 더 뉴요커
- 6위 – James Verniere, 보스턴 헤럴드
- 7위 – James Berardinelli, Reelviews
- 7위 – Lou Lumenick, 뉴욕 포스트
- 8위 – Mara Reinstein, Us 위클리
- 9위 – Scott Feinberg, 할리우드 리포터
- 9위 – Elizabeth Weitzman, 뉴욕 데일리 뉴스
- 10위 – Scott Foundas, 버라이어티
- 10위 – 피플
- Top 10 (ranked alphabetically) – David Denby, 더 뉴요커
- Best of 2014 (알파벳순으로 나열된, 순위가 매겨지지 않다) – Kenneth Turan, 로스앤젤레스 타임스
- Best of 2014 (알파벳순으로 나열된, 순위가 매겨지지 않다) – Manohla Dargis, 뉴욕 타임스

## 홈 미디어
아메리칸 스나이퍼는 2015년 5월 19일, 블루레이와 DVD로 발매되었다.
미국 가정용 미디어 출시 첫 주에 이 영화는 2015년 5월 24일 끝나는 주에 전체 디스크 판매를 추적하는 Nielsen VideoScan First Alert 차트와 블루레이 디스크 판매 차트를 넘어 섰다.

## 수상 및 후보
| 시상식                                      | 부문                                       | 수상자                                                                                    | 결과 | 출처.         |
| ------------------------------------------- | ------------------------------------------ | ----------------------------------------------------------------------------------------- | ---- | ------------- |
| 미국 아카데미상                             | 최우수 작품상                              | 클린트 이스트우드, 로버트 로렌즈, 앤드루 라자, 브래들리 쿠퍼, 피터 모건                   | 후보 | [ 49 ]        |
| 미국 아카데미상                             | 남우주연상                                 | 브래들리 쿠퍼                                                                             | 후보 | [ 49 ]        |
| 미국 아카데미상                             | 각색상                                     | 제이슨 홀                                                                                 | 후보 | [ 49 ]        |
| 미국 아카데미상                             | 편집상                                     | 조엘 콕스, 게리 D. 로치                                                                   | 후보 | [ 49 ]        |
| 미국 아카데미상                             | 음향편집상                                 | 알란 로버트 머레이, 법 아스먼                                                             | 수상 | [ 49 ]        |
| 미국 아카데미상                             | 음향믹싱상                                 | 존 T. 레이츠, 그레그 루들로프, 월트 마틴                                                  | 후보 | [ 49 ]        |
| 미술 감독 조합상                            | 최우수 프로덕션 디자인 - 현대 영화 부문    | 제임스 J. 무라카미, 카리스 카데나스                                                       | 후보 | [ 50 ]        |
| ACE 편집 시상식                             | 최우수 장편 영화 편집 - 드라마틱           | 조엘 콕스, 게리 D. 로치                                                                   | 후보 | [ 51 ]        |
| 미국 영화 연구소                            | 올해의 Top 10 영화상                       |                                                                                           | 수상 | [ 52 ]        |
| 영국 아카데미 영화상(BAFTA)                 | 최우수 각색상                              | 제이슨 홀                                                                                 | 후보 | [ 53 ]        |
| 영국 아카데미 영화상(BAFTA)                 | 최우수 음향상                              | 월트 마틴, 존 T. 레이츠, 그레그 루들로프, 알란 로버트 머레이, 법 아스먼                   | 후보 | [ 53 ]        |
| 시네마 오디오 협회상                        | 영화 사운드 믹싱 최우수 업적상 - 실사 촬영 | 월트 마틴, 존 T. 레이츠, 그레그 루들로프, 알란 로버트 머레이, 토마스 J. 오코넬, 법 아스먼 | 후보 | [ 54 ]        |
| 크리틱스 초이스 영화상                      | 최우수 액션 영화상                         | 아메리칸 스나이퍼                                                                         | 후보 | [ 55 ]        |
| 크리틱스 초이스 영화상                      | 최우수 남자배우상 - 액션 영화부문          | 브래들리 쿠퍼                                                                             | 수상 | [ 55 ]        |
| 덴버 영화 비평가 협회상                     | 최우수 작품상                              | 아메리칸 스나이퍼                                                                         | 수상 | [ 56 ] [ 57 ] |
| 덴버 영화 비평가 협회상                     | 최우수 감독상                              | 클린트 이스트우드                                                                         | 후보 | [ 56 ] [ 57 ] |
| 덴버 영화 비평가 협회상                     | 최우수 남우주연상                          | 브래들리 쿠퍼 (그랜드 부다페스트 호텔 랄프 파인즈와 공동 수상)                            | 수상 | [ 56 ] [ 57 ] |
| 덴버 영화 비평가 협회상                     | 최우수 여우조연상                          | 시에나 밀러                                                                               | 후보 | [ 56 ] [ 57 ] |
| 덴버 영화 비평가 협회상                     | 최우수 각색상                              | 제이슨 홀                                                                                 | 후보 | [ 56 ] [ 57 ] |
| 덴버 영화 비평가 협회상                     | 최우수 촬영상                              | 톰 스턴                                                                                   | 후보 | [ 56 ] [ 57 ] |
| 미국 감독 조합상                            | 최우수 감독상 - 장편 영화부문              | 클린트 이스트우드                                                                         | 후보 | [ 58 ]        |
| 엠파이어상                                  | 최우수 남우주연상                          | 브래들리 쿠퍼                                                                             | 후보 | [ 59 ]        |
| 아이오와 영화 비평가 협회상                 | Best Movie Yet to Open in Iowa             | 아메리칸 스나이퍼 (모스트 바이어런트와 공동 수상)                                         | 수상 | [ 60 ]        |
| 골든 릴 어워드                              | 장편 영어 영화상 - 효과 / 폴리             | 알란 로버트 머레이, 법 아스먼                                                             | 수상 | [ 61 ]        |
| MTV 무비 어워드                             | 올해의 영화상                              | 아메리칸 스나이퍼                                                                         | 후보 | [ 62 ]        |
| MTV 무비 어워드                             | 최고의 남자배우상                          | 브래들리 쿠퍼                                                                             | 수상 | [ 62 ]        |
| 내셔널 보드 오브 리뷰(전미 비평가 위원회상) | Top 10 영화                                | 아메리칸 스나이퍼                                                                         | 수상 | [ 63 ]        |
| 내셔널 보드 오브 리뷰(전미 비평가 위원회상) | 최우수 감독상                              | 클린트 이스트우드                                                                         | 수상 | [ 63 ]        |
| 미국 제작자 조합상                          | 최우수 극장 영화 작품상                    | 클린트 이스트우드, 로버트 로렌즈, 앤드루 라자, 브래들리 쿠퍼, 피터 모건                   | 후보 | [ 64 ]        |
| 새틀라이트상                                | 최우수 각색상                              | 제이슨 홀                                                                                 | 후보 |               |
| 새틀라이트상                                | 최우수 편집상                              | 조엘 콕스, 게리 D. 로치                                                                   | 후보 |               |
| 새턴상                                      | 최우수 스릴러상                            | 아메리칸 스나이퍼                                                                         | 후보 |               |
| 미국 작가 조합상                            | 최우수 각색상                              | 제이슨 홀                                                                                 | 후보 | [ 65 ]        |